# The Ultimate Fighter 14 Finale
The Ultimate Fighter 14 Finale（ジ・アルティメット・ファイター・フォーティーン・フィナーレ、別名The Ultimate Fighter: Team Bisping vs. Team Miller Finale ）は、アメリカ合衆国の総合格闘技団体「UFC」の大会の一つ。本大会はリアリティ番組「The Ultimate Fighter」シーズン14のフィナーレとして、2011年12月3日、ネバダ州ラスベガスのザ・パールで開催された。

## 大会概要
TUFシーズン14トーナメント決勝が行われ、バンタム級ではジョン・ドッドソンがTJ・ディラショーをパウンドでTKO勝ち、フェザー級ではディエゴ・ブランダオンがデニス・バミューデスを腕ひしぎ十字固めで一本勝ちで、それぞれがトーナメント優勝を果たした。メインイベントでは9シーズンぶりにコーチ対決が組まれマイケル・ビスピンがジェイソン・"メイヘム"・ミラーを下した。
キャリア10戦全勝のスティーブン・バース、7戦無敗のジョシュ・クロプトンがUFCデビュー。

## 試合結果

### プレリミナリィカード
第1試合 フェザー級ワンマッチ 5分3R
○  ブライアン・キャラウェイ vs.  ダスティン・ニース ×
2R 3:38 リアネイキドチョーク
第2試合 フェザー級ワンマッチ 5分3R
○  スティーブン・サイラー vs.  ジョシュ・クロプトン ×
3R終了 判定3-0（29-28、29-28、29-28）
第3試合 バンタム級ワンマッチ 5分3R
○  ローランド・デローム vs.  ジョシュ・ファーガソン ×
3R 0:22 リアネイキドチョーク
第4試合 バンタム級ワンマッチ 5分3R
○  ジョン・アルバート vs.  ダスティン・ペイグ ×
1R 1:09 TKO（パウンド）
第5試合 フェザー級ワンマッチ 5分3R
○  マーカス・ブリメージ vs.  スティーブン・バース ×
3R終了 判定3-0（30-27、30-27、29-28）

### メインカード
第6試合 バンタム級ワンマッチ 5分3R
○  ジョニー・ベッドフォード vs.  ルイス・ゴーディノ ×
3R 1:58 TKO（ボディへの膝蹴り）
第7試合 ライト級ワンマッチ 5分3R
○  トニー・ファーガソン vs.  イーブス・エドワーズ ×
3R終了 判定3-0（30-27、30-27、29-28）
第8試合 TUF 14バンタム級トーナメント 決勝 5分3R
○  ジョン・ドッドソン vs.  TJ・ディラショー ×
1R 1:54 TKO（左フック→パウンド）
※ドッドソンがトーナメント優勝。
第9試合 TUF 14フェザー級トーナメント 決勝 5分3R
○  ディエゴ・ブランダオン vs.  デニス・バミューデス ×
1R 4:51 腕ひしぎ十字固め
※ブランダオンがトーナメント優勝。
第10試合 ミドル級ワンマッチ 5分5R
○  マイケル・ビスピン vs.  ジェイソン・"メイヘム"・ミラー ×
3R 3:34 TKO（パウンド）

### 各賞
ファイト・オブ・ザ・ナイト： ディエゴ・ブランダオン vs. デニス・バミューデス
ノックアウト・オブ・ザ・ナイト： ジョン・ドッドソン
サブミッション・オブ・ザ・ナイト： ディエゴ・ブランダオン
各選手にはボーナスとして40,000ドルが支給された。